# Luis Alvarado Contreras
Luis Alfredo Alvarado Contreras (Nazca, 3 de febrero de 1928) es un abogado, automovilista y político peruano. Miembro del Partido Aprista Peruano, fue embajador del Perú en México en 2009 y el último presidente de la Cámara de Diputados del primer gobierno de Alan García. Fue también diputado desde 1985 hasta 1992.

## Biografía
Nació en la ciudad de Nazca, el 3 de febrero de 1928. Es hijo de Arnaldo Alvarado Degregori, automovilista peruano conocido como "El Rey de las Curvas"; y de Inés Contreras Alvarado.
Realizó sus estudios primarios en el Colegio Nacional Nuestra Señora de Guadalupe y los secundarios en el Colegio Militar Leoncio Prado, donde integró la 1.º Promoción, y donde, junto con otros alumnos, como Manuel Scorza, fundó clandestinamente la Célula Aprista. Estudió la carrera de Derecho en la Universidad Nacional Mayor de San Marcos, donde se graduó de bachiller.
Se casó con Isabel Guillén Bendezú, con quien tiene cinco hijos.

## Carrera deportiva
Al igual que su padre, Luis Alvarado se dedicó al ámbito automovilismo donde ha ganado distintas competencias nacionales e internacionales. En 1966 impuso un récord en la Lima-Trujillo-Lima, Premio Presidente de la República, hasta ahora imbatible, de 5:50:55, a bordo de un Mustang.

## Carrera política
Se inició en el ámbito político como militante del Partido Aprista Peruano fundado por Víctor Raúl Haya de la Torre, a los 15 años de edad, donde fue secretario de la Juventud Aprista de Nazca y de Chucuito (Callao), y militante del Comando Universitario Aprista. Fue también presidente de la Comisión Nacional de Disciplina y Moral del APRA (1985-1992).
Estuvo preso once meses en el penal El Sexto, a consecuencia de la persecución política a los militantes apristas, desatada durante el gobierno del general Manuel A. Odría.
En las elecciones municipales de 1963, fue candidato como regidor del distrito de Miraflores, sin embargo, no resultó elegido. Intentó ser diputado en 1980 sin éxito.

### Diputado por Lima
Finalmente, en las elecciones parlamentarias de 1985, fue elegido con 9,511 votos para el período parlamentario 1985-1990. Fue reelegido en las elecciones de 1990 para un segundo mandato congresal.

### Presidente de la Cámara de Diputados
Durante su gestión, fue elegido como primer vicepresidente de la Cámara de Diputados presidida por Fernando León de Vivero para el periodo 1989-1990. Sin embargo, Alvarado luego asumió la presidencia de manera interina tras el fallecimiento de Fernando León de Vivero en 1990, siendo el último presidente del legislativo en el primer gobierno del expresidente Alan García.
Al dejar el cargo, asumió luego la presidencia de la Junta Preparatoria encargada de juramentar a los nuevos diputados electos para el periodo 1990-1995 y estuvo ejerciendo su labores parlamentarias hasta que el 5 de abril de 1992, su cargo fue disuelto tras el cierre del Congreso de la República decretado por el expresidente Alberto Fujimori. Alvarado era un fiel defensor de la Constitución de 1979, en rechazo de la Constitución de 1993 aprobado bajo el gobierno autoritario de Fujimori donde fue opositor durante todo el régimen junto con varios parlamentarios apristas.
Fue candidato sin éxito a la alcaldía de la Municipalidad de Lima en las elecciones municipales de 1993. Intentó volver al Congreso de la República en las elecciones parlamentarias de 1995 y de igual manera en las elecciones del año 2000 y en las elecciones del 2001.

### Embajador de Perú en México
En marzo del 2009, Alvarado, fue nombrado como embajador del Perú en México por el expresidente Alan García en su segundo gobierno.
Durante su gestión la relación entre Perú y México sufrió durante una semana aproximadamente por la decisión del gobierno de Alan García de restringir los vuelos de México a Perú debido a un brote de influeza. Esta medida fue criticada porque dejó a varios ciudadanos peruanos varados en territorio mexicano.
Permaneció en el cargo hasta junio del 2011, donde fue dado de baja junto a otros embajadores tras el término del segundo gobierno aprista.